# Газпром-Югра (мини-футбольный клуб)
МФК «Газпро́м-Югра́» — российский мини-футбольный клуб из Югорска. Основан в 1993 году. На данный момент играет в Суперлиге, высшем дивизионе в структуре российского мини-футбола. Ранее носил названия «Тюментрансгаз», «Тюментрансгаз-Ява» и «Тюментрансгаз-Югра».

## История
Мини-футбольный клуб «ТТГ» был основан 1 сентября 1993 года. С сезона 1995/96 гг. югорчане являются участниками сильнейшего дивизиона российского мини-футбола — сначала Высшей лиги, а затем Суперлиги. Уже в дебютном сезоне игроки «ТТГ» сумели завоевать бронзу, а через год повторили этот результат. Также им удалось дойти до финала Кубка России 1996 года, где они лишь в дополнительное время уступили столичной «Дине».
После переименования в «ТТГ-Яву» в 1997 году югорский клуб на три сезона выпал из числа призёров российского первенства, однако в сезоне 2000/01 гг. вновь выиграл бронзовые медали. В следующем сезоне пятое место по результатам регулярного чемпионата позволило «ТТГ-Яве» взять старт в плей-офф. Выиграв первый матч против московского «Спартака», югорчане уступили в следующих двух и выбыли из розыгрыша. В следующем году в 1/4 финала им вновь противостоял «Спартак», и они вновь не сумели пройти дальше.
Первые три розыгрыша Суперлиги «ТТГ-Ява» не поднимался выше пятого места. Однако в сезоне 2006/07 гг. им удалось выиграть уже четвёртую бронзу в истории клуба, а через год подняться ещё выше — серебро. Отчасти эти успехи достигнуты благодаря приглашению сильных бразильских легионеров, таких как Эдер Лима, ставший лучшим бомбардиром чемпионата в сезоне 2007/08 гг., и Робиньо, также стабильно находящийся в числе лучших снайперов Суперлиги. Сезон 2008/09 гг. югорский клуб провёл под названием «ТТГ-Югра» и занял третье место.
В преддверии сезона 2010/11 гг. клуб приобрёл своё нынешнее название — МФК «Газпром-Югра».
В сезоне 2011/12 гг. команда стала обладателем сразу двух наград. Сначала в непростой борьбе «Газпром-Югра» завоевал Кубок России по мини-футболу, а затем стал обладателем бронзовых медалей чемпионата России.
С 2012 по 2014 г. команда дважды становится серебряным призером чемпионата России. А в сезоне 2014/15 гг., одержав финальную победу над московским «Динамо» со счетом 7:2, «Газпром-Югра»  впервые в своей истории завоевывает золотые медали, а с ними и звание чемпиона России.
В сезоне 2015/16 МФК «Газпром-Югра» во второй раз стал обладателем Кубка России, в финале переиграв МФК «Сибиряк» с общим счётом 10-4 по сумме двух встреч. В этом же сезоне команда впервые в своей истории завоевала право представлять нашу страну в розыгрыше главного футбольного европейского клубного турнира Кубка УЕФА, 24 апреля 2016 года в Гвадалахаре (Испания) состоялась финальная стадия, где клуб «Газпром-Югра», в своём дебютном выступлении добился победы, обыграв хозяев «Финала Четырёх» из испанского клуба «Интер Мовистар» со счетом 4:3, и стал обладателем Кубка УЕФА.
Дублирующий состав клуба «Газпром-Югра-д» выступает в конференции «Запад» Высшей лиги (второй дивизион в структуре чемпионата России).

## Выступления в чемпионатах России
| Сезон     | Лига             | Место                                  |
| --------- | ---------------- | -------------------------------------- |
| 1994/1995 | Первая Лига (II) | 1                                      |
| 1995/1996 | Высшая Лига (I)  | 3                                      |
| 1996/1997 | Высшая Лига (I)  | 3                                      |
| 1997/1998 | Высшая Лига (I)  | 4                                      |
| 1998/1999 | Высшая Лига (I)  | 7                                      |
| 1999/2000 | Высшая Лига (I)  | 6                                      |
| 2000/2001 | Высшая Лига (I)  | 3                                      |
| 2001/2002 | Высшая Лига (I)  | 1/4 финала (5 в регулярном чемпионате) |
| 2002/2003 | Высшая Лига (I)  | 1/4 финала (2 в регулярном чемпионате) |
| 2003/2004 | Суперлига (I)    | 8                                      |
| 2004/2005 | Суперлига (I)    | 5                                      |
| 2005/2006 | Суперлига (I)    | 7                                      |
| 2006/2007 | Суперлига (I)    | 3                                      |
| 2007/2008 | Суперлига (I)    | 2                                      |
| 2008/2009 | Суперлига (I)    | 3                                      |
| 2009/2010 | Суперлига (I)    | 4                                      |
| 2010/2011 | Суперлига (I)    | 1/4 финала (3 в регулярном чемпионате) |
| 2011/2012 | Суперлига (I)    | 3 (6 в регулярном чемпионате)          |
| 2012/2013 | Суперлига (I)    | 2 (2 в регулярном чемпионате)          |
| 2013/2014 | Суперлига (I)    | 2 (2 в регулярном чемпионате)          |
| 2014/2015 | Суперлига (I)    | 1 (2 в регулярном чемпионате)          |
| 2015/2016 | Суперлига (I)    | 2 (2 в регулярном чемпионате)          |
| 2016/2017 | Суперлига (I)    | 3 (3 в регулярном чемпионате)          |
| 2017/2018 | Суперлига (I)    | 1 (1 в регулярном чемпионате)          |
| 2018/2019 | Суперлига (I)    | 1/4 финала (1 в регулярном чемпионате) |
| 2019/2020 | Суперлига (I)    | 2 (2 в регулярном чемпионате)          |
| 2020/2021 | Суперлига (I)    | 1/4 финала (5 в регулярном чемпионате) |
| 2021/2022 | Суперлига (I)    | 1 (7 в регулярном чемпионате)          |
| 2022/2023 | Суперлига (I)    | 4 (3 в регулярном чемпионате)          |
| 2023/2024 | Суперлига (I)    | 1 (2 в регулярном чемпионате)          |

## Выступления в Кубке России
| Сезон     | Место          |
| --------- | -------------- |
| 1996      | 2              |
| 1997      |                |
| 1998      |                |
| 1999      | Зональный этап |
| 2000      | 4              |
| 2001      | Финальный этап |
| 2002      | 1/2 финала     |
| 2003      | Второй этап    |
| 2004      | 1/2 финала     |
| 2005      | Третий этап    |
| 2006/2007 | 1/4 финала     |
| 2007/2008 | 1/2 финала     |
| 2008/2009 | 1/2 финала     |
| 2009/2010 | 1/2 финала     |
| 2010/2011 | 2              |
| 2011/2012 | 1              |
| 2012/2013 | 1/8 финала     |
| 2013/2014 | 2              |
| 2014/2015 | 1/2 финала     |
| 2015/2016 | 1              |
| 2016/2017 | 1/4 финала     |
| 2017/2018 | 1              |
| 2018/2019 | 1              |
| 2019/2020 | 2              |
| 2020/2021 | 1              |
| 2021/2022 | 2              |
| 2022/2023 | 3              |
| 2023/2024 | 2              |
| 2024/2025 | 1/4 финала     |

## Выступления в Кубке Лиги
| Сезон     | Место |
| --------- | ----- |
| 2024      | 2     |
| 2024/2025 | 1     |

## Достижения
- Обладатель Кубка УЕФА: 2015/16
- Медали чемпионата России:
  - Золото (4): 2014/15, 2017/18, 2021/22, 2023/24
  - Серебро (5): 2007/08, 2012/13, 2013/14, 2015/16, 2019/20
  - Бронза (7): 1995/96, 1996/97, 2000/01, 2006/07, 2008/09, 2011/12, 2016/17
- Обладатель Кубка России (5): 2011/12, 2015/16, 2017/18, 2018/19, 2020/21
- Обладатель Суперкубка России (2): 2022, 2024
- Обладатель Кубка Лиги: 2024/25
- Обладатель «Кубка Урала» (2): 2001, 2007
- Победитель Кубка обладателей кубков: 2012

## Состав
| №  |               | Поз. | Имя                  | Год рождения |
| -- | ------------- | ---- | -------------------- | ------------ |
| 80 | Флаг России   | Вр   | Алексей Егин         | 2001         |
| 91 | Флаг России   | Вр   | Зураб Калмахелидзе   | 1991         |
| 7  | Флаг России   | Уни  | Павел Карпов         | 2000         |
| 8  | Флаг России   | Защ  | Игорь Чернявский     | 2000         |
| 9  | Флаг Бразилии | Уни  | Гилерме Тейшейра     | 2000         |
| 10 | Флаг России   | Уни  | Павел Симаков        | 1995         |
| 11 | Флаг России   | Уни  | Александр Виноградов | 1998         |

| №  |               | Поз. | Имя                 | Год рождения |
| -- | ------------- | ---- | ------------------- | ------------ |
| 13 | Флаг России   | Защ  | Николай Шистеров    | 1991         |
| 14 | Флаг России   | Уни  | Александр Пирогов   | 1998         |
| 18 | Флаг России   | Нап  | Андрей Понкратов    | 1997         |
| 19 | Флаг России   | Уни  | Константин Шуклецов | 2005         |
| 33 | Флаг Бразилии | Защ  | Дуду                | 1999         |
| 38 | /             | Уни  | Щимба               | 1994         |
| 88 | Флаг России   | Защ  | Антон Рубцов        | 1997         |

## Известные игроки
- Звиад Купатадзе
- / Эдер Лима
- / Робиньо
- Андрей Афанасьев
- Даниил Давыдов
- Николай Шистеров
- Андрей Понкратов
- / Катата
- Марсенио
- / Щимба